# Бонндорф
Бонндорф (нім. Bonndorf) — місто в Німеччині, знаходиться в землі Баден-Вюртемберг. Підпорядковується адміністративному округу Фрайбург. Входить до складу району Вальдсгут.
Площа — 76,03 км2. Населення становить 6953 ос. (станом на 31 грудня 2020).